# Озюм, Доа
Дога́ Озю́м (тур. Doğa Özüm; род. 20 мая 1997, Стамбул) — турецкая актриса

 кино и телевидения, и фотомодель.

## Биография и карьера
Дога Озюм родилась 20 мая 1997 года в Стамбуле (Турция). У неё есть младший брат — Аныл Джан Озюм. Озюм окончила среднюю школу в Стамбуле и театральный факультет Университета Малтепе.
В 2019 году Озюм дебютировала на телевидении, сыграв роль Гизем в телесериале «Чудо-доктор». В 2020 году она сыграла роль Рюи в телесериале «Учитель». В 2021 году сыграла роль Пины Болат в телесериале «Постучись в мою дверь» и роль Султан в фильме «15/07 Рассвет».

## Фильмография
| Год  |   | Русское название      | Оригинальное название | Роль       |
| ---- | - | --------------------- | --------------------- | ---------- |
| 2019 | с | Чудо-доктор           | Mucize Doktor         | Гизем      |
| 2020 | с | Учитель               | Ögretmen              | Рюя        |
| 2021 | с | Постучись в мою дверь | Sen Çal Kapımı        | Пина Болат |
| 2021 | ф | 15/07 Рассвет         | 15/07 Şafak Vakti     | Султан     |